# Four Crosses
Four Crosses es una localidad situada en la comunidad de Llandysilio, en la autoridad unitaria de Powys, Gales (Reino Unido). Tiene una población estimada, a mediados de 2019, de 1425 habitantes.
Está ubicada al este de Gales, a poca distancia de la frontera con Inglaterra.